# RK Vojvodina
RK Vojvodina je srbijanski rukometni klub iz Novoga Sada. Natječe se u Superligi Srbije i regionalnoj SEHA ligi.
Klub je osnovan 1948. godine. Prvak države bio je 11 puta, dok je nacionalni kup osvojio 8 puta.

## Povijest
Novosađani su prvi doticaj s rukometom imali 1921. godine kada su rukomet tj. hazenu donijeli studenti sa školovanja u Pragu. Navedeni sportski klub nije dugo zaživio na prostoru Novoga Sada jer nije postojalo zanimanje za njega kao za nogomet te je ukinut 1923. Nakon Drugoga svjetskog rata, 9. kolovoza 1948., dolazi do osnivanja RK Vojvodina. Nakon desetak godina igranja u drugoj i nižim ligama, 1957. Vojvodina dobiva svoju prvu seniorsku momčad, a cijela prva postava Željezničara pristupa mladome gradskom suparniku. Sezona 2004./05. najbolja je sezona RK Vojvodine koja se tada natjecala pod imenom "Vojvodina - Univerexport”. Predsjednik kluba bio je Bogdan Rodić, a u istoj sezoni Vojvodina je postala i prvak Superlige i osvajač državnoga Kupa na završnome turniru na Cetinju, prvi put nakon 56 godina od osnivanja kluba. Kako se odmah nakon osvajanja dvostruke krune raspala država Srbija i Crna Gora, pehar je ostao u trajnome vlasništvu Vojvodine.
U sezoni 2022./23. rukometni klub Vojvodina ostvario je rekord u broju uzastopnih naslova (10). Naime, bio je to njihov jedanaesti naslov prvaka Srbije u rukometu.
Zbog toga što je prisustvovao Thompsonovu koncertu na hipodromu 2025., RK Vojvodina raskinula je ugovor s hrvatskim igračem Filipom Ivićem koji je tri tjedna ranije s njim sklopila.

## Uspjesi
- Nacionalno prvenstvo Srbije: (12)
  - Pobjednik (12): 2004./05., 2012./13., 2013./14., 2014./15., 2015./16., 2016./17., 2017./18., 2018./19., 2020./21., 2021./22., 2022./23., 2023./24.
- Nacionalni kup Srbije (11):
  - Osvajač (8): 2004./05., 2005./06., 2010./11., 2014./15., 2018./19., 2019./20., 2020./21., 2022./23.
- Superkup Srbije:
  - Osvajač (7): 2013., 2014., 2015., 2016., 2018., 2019., 2023.
- Kup EHF
  - Osvajač (1): 2022./23.

## Vanjske poveznice
- Službena stranica RK Vojvodina
- Rukometni savez Vojvodine